# Franklin Park (Floride)
Pour les articles homonymes, voir Franklin Park.
Franklin Park est une census-designated place du comté de Broward, dans l'État de Floride, aux États-Unis,. En 2020, elle compte une population de 1 025 habitants.